# Luxemburgisme

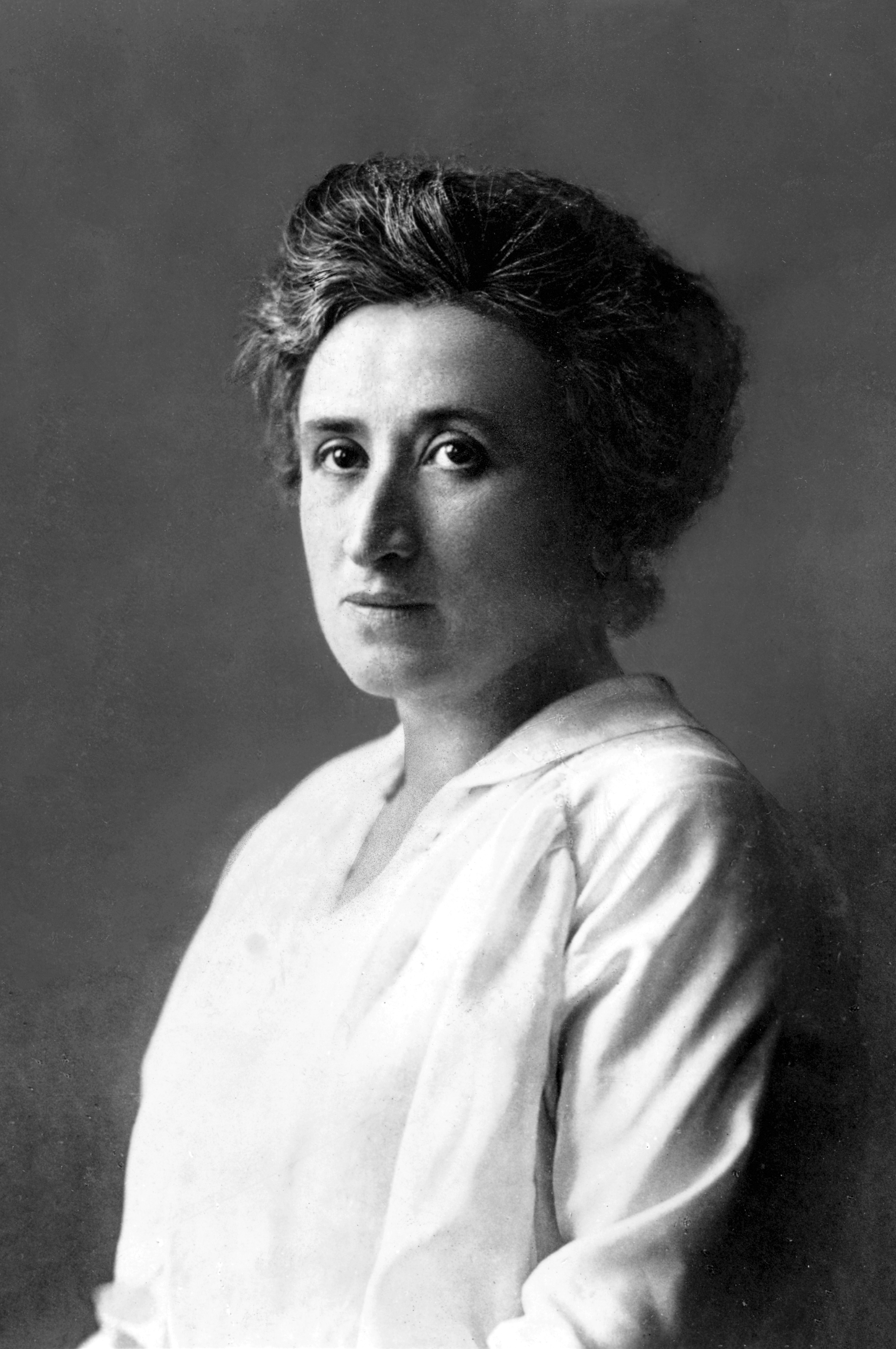
Rosa Luxemburg.

Le luxemburgisme (également orthographié luxembourgisme) est un courant politique communiste et révolutionnaire. Son nom dérive de celui de Rosa Luxemburg, théoricienne marxiste, figure de l'aile gauche du Parti social-démocrate d'Allemagne, puis dirigeante de la Ligue Spartakus et fondatrice du Parti communiste d'Allemagne, avec Karl Liebknecht. Ils furent tous deux assassinés après l'échec de l'insurrection de Berlin, en janvier 1919.
Le terme de « luxemburgisme » apparaît du vivant de Rosa Luxemburg, mais c'est principalement après sa mort qu'il est associé à des courants politiques se réclamant, à divers titres, de ses idées. Historiquement, le luxemburgisme apparaît moins comme un mouvement structuré que comme un courant intellectuel présent dans divers groupes — « gauchistes », trotskistes, « libertaires » ou conseillistes — aux positions parfois opposées,.

## Histoire

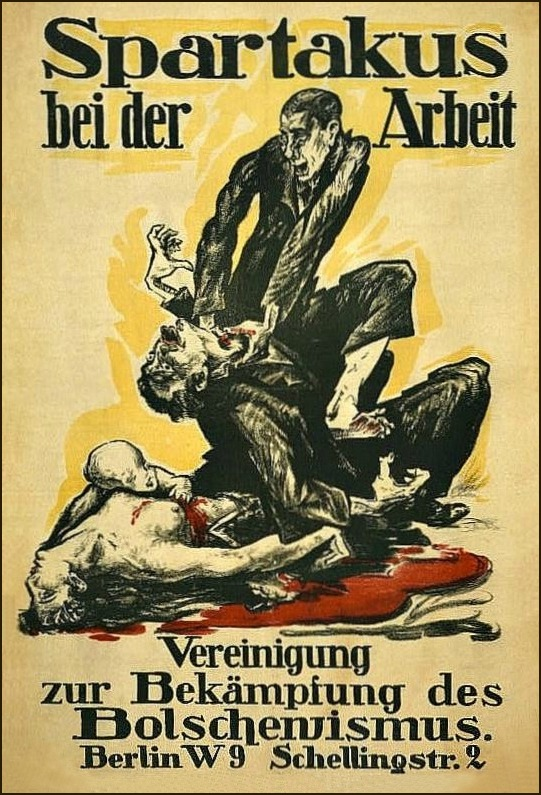
Affiche de propagande anti-spartakiste (1919).

Rosa Luxemburg, de son vivant, est une figure importante de l'aile gauche du Parti social-démocrate d'Allemagne (SPD) ; elle avait également une influence importante sur les partis polonais (SDKPiL, avec Leo Jogiches) et hollandais (via Anton Pannekoek). À compter de la guerre de 1914, elle est associée au courant « spartakiste » ; la « Ligue spartakiste » (Spartakusbund), fraction d'extrême gauche du SPD, rassemble des opposants au conflit. Outre Rosa Luxemburg, elle compte des personnalités comme Karl Liebknecht, Franz Mehring, Clara Zetkin, Paul Levi ou Leo Jogiches qui supervise la diffusion de sa presse clandestine. Après l'exclusion des spartakistes du SPD, la Ligue devient une tendance de l'USPD. Les spartakistes participent à la révolution allemande de 1918, et à la fondation du Parti communiste d'Allemagne (Kommunistische Partei Deutschlands, KPD), du 30 décembre 1918 au 1er janvier 1919.
Passionnément opposée à la Première Guerre mondiale et défendant une optique internationaliste, Rosa Luxemburg s'oppose en outre aux idées de Lénine en matière d'organisation du parti. Elle se veut fidèle à la conception de Karl Marx selon laquelle « l'émancipation des travailleurs doit être l'œuvre des travailleurs eux-mêmes » : à l'autorité centrale du parti, Rosa Luxemburg oppose les grèves de masse spontanées, qui expriment à ses yeux la capacité des ouvriers à prendre leur propre destin en main. Elle désapprouve également l'idée d'insurrection armée, qui revient à déclencher artificiellement la révolution, et écrit en 1918 : « La révolution prolétarienne n'a nul besoin de la terreur pour réaliser ses objectifs. Elle hait et abhorre l'assassinat. Elle n'a pas besoin de recourir à ces moyens de lutte parce qu'elle ne combat pas des individus, mais des institutions, parce qu'elle n'entre pas dans l'arène avec des illusions naïves qui, déçues, entraîneraient une vengeance sanglante ». Enfin, elle s'oppose de manière fondamentale au nationalisme, facteur de division, et considère que le groupe social des prolétaires ne doit pas correspondre à une nation, ni être défini en termes de citoyenneté, de race ou d'hérédité, mais s'identifier au prolétariat international, uni par un mode de vie commun ; pour elle, le régime socialiste dans lequel les individus seront liés par « l'harmonie et la solidarité » aboutira ainsi à la création d'une « nation » par consentement commun.
Le 15 janvier 1919, soit deux semaines après la fondation du KPD, et à la suite de l'échec de la révolte spartakiste de Berlin, Rosa Luxemburg et Karl Liebknecht sont assassinés par des militaires ; Leo Jogiches est lui aussi assassiné en mars et Franz Mehring meurt la même année. Paul Levi, ancien compagnon de Rosa Luxemburg et défenseur de ses idées, occupe un temps la présidence du KPD, et se montre soucieux d'indépendance vis-à-vis des directives de l'Internationale communiste : il juge que le parti communiste doit adapter sa tactique au contexte de reflux de la vague révolutionnaire en Europe, et propose un programme commun entre le KPD, l'USPD et les syndicats. Mais sa ligne est qualifiée d'« opportuniste » par ses adversaires au sein du parti, appuyés par Moscou. Dès le début de 1921 il est contraint de quitter la présidence du KPD ; il est exclu du parti quelques mois plus tard, pour avoir critiqué la tentative de coup de force de mars 1921, et plus largement la politique de l'Internationale communiste.
Les idées de Rosa Luxemburg sont ensuite revendiquées, à divers degrés, par des courants marxistes de la Gauche communiste, qui s'opposent à l'idée du parti strictement organisé et hiérarchisé prôné par Lénine. L'expression « luxemburgistes » était parfois utilisée, du vivant de Rosa Luxemburg, pour désigner les partisans de cette dernière ; l'expression réapparaît ensuite vers 1925, pour désigner et dénoncer les communistes opposés à la « bolchevisation » - soit à la reprise en main organisationnelle et à la pratique du centralisme bureaucratique - voulue par la direction de l'Internationale communiste. Le « luxemburgisme » est dès lors considéré comme une alternative au centralisme démocratique du léninisme, doctrine imposée aux partis communistes par l'Internationale : il est sévèrement condamné par l'IC - au même titre que le trotskisme auquel il est vite assimilé ou amalgamé - en tant qu'orientation politique s'écartant de la théorie léniniste. En 1931, Staline condamne à nouveau le « luxemburgisme », en affirmant qu'il a une parenté idéologique avec le trotskisme et le menchevisme. Dès lors, et pour plus de vingt ans, Rosa Luxemburg est considérée comme une déviationniste en URSS et dans l'ensemble de la mouvance communiste stalinienne.
Les auteurs du Dictionnaire critique du marxisme (1982) jugent cependant qu'« il n'y a pas de luxemburgisme », au sens où Rosa Luxemburg n'a pas élaboré de système idéologique élaboré, qui pourrait fournir une doctrine alternative au léninisme. Sur de nombreux points - fidélité au marxisme, socialisation des moyens de production, lutte contre les « contre-révolutionnaires », hostilité aux compromis de la social-démocratie avec la bourgeoisie - Rosa Luxemburg est en effet en accord avec Lénine. La divergence majeure entre Rosa Luxemburg et Lénine concerne l'organisation du parti, Lénine insistant sur la cohésion doctrinale, la discipline et l'importance de l'organisation, tandis que Rosa Luxemburg met au premier plan la démocratie interne et la liaison avec les masses. D'autres désaccords concernent d'une part la question nationale - Lénine affirme le droit des peuples à disposer d'eux-mêmes, tandis que Rosa Luxemburg, qui défend un internationalisme radical, considère ce mot d'ordre comme bourgeois ; et d'autre part la paysannerie - Lénine préconise l'alliance des ouvriers et des paysans, tandis que Rosa Luxemburg se méfie des attitudes rétrogrades des paysans. Par ailleurs, on a parfois voulu trouver un fondement idéologique au luxemburgisme dans L'Accumulation du capital, ouvrage dans lequel Rosa Luxemburg théorise une limite absolue du capitalisme, qui sera condamné du fait de ses contradictions internes le jour où il recouvrira tout le globe et ne pourra plus absorber d'autres modes de production.
Les courants se réclamant du luxemburgisme se distinguent par la revendication d'une certaine spontanéité révolutionnaire du prolétariat, l'attachement à la démocratie ouvrière et à la démocratie interne, ainsi que par la critique de la question nationale et du « droit des peuples à disposer d'eux-mêmes ». L'inspiration luxemburgiste a été revendiquée dans les années 1930 en Allemagne par Paul Frölich et une partie du SAPD ; avant et après-guerre en France par René Lefeuvre, Alain Guillerm, Daniel Guérin ou encore Daniel Singer. C'est notamment à partir des années 1960 que l'inspiration de Rosa Luxemburg et de ses idées est à nouveau revendiquée par un ensemble de courants, opposés au communisme autoritaire d'inspiration soviétique, et qui voient dans le « luxemburgisme » un modèle politique qui respecterait la volonté des « masses » et concilierait socialisme et démocratie. D'idéologies diverses, les groupes qui s'en revendiquent ont cependant de Rosa Luxemburg des visions divergentes : certains en font une apôtre de la liberté pour tous, une « citoyenne du monde », voire une « libertaire » ; d'autres voient en elle le défenseur inconditionnel d'une République des conseils, contre le centralisme imposé par les bolcheviks. Cependant, si Rosa Luxemburg s'est, au moment de la révolution allemande, prononcée pour le pouvoir des conseils ouvriers, elle n'a pas théorisé leur rôle ni leur fonction.
Le communisme de conseils, qui n'a, par définition, pas vocation à s'incarner dans des organisations structurées, est marginalisé dès 1921 et les internationales fondées par des groupes liés à la Gauche communiste n'ont qu'une existence éphémère. Malgré son aura auprès de certains intellectuels et militants, le luxemburgisme n'a, historiquement, qu'une influence réduite et c'est au trotskisme, courant issu du léninisme, qu'il revient de constituer la principale tendance communiste anti-stalinienne. Alors que le luxemburgisme est dénoncé par l'Internationale communiste, Rosa Luxemburg elle-même est, après la Seconde Guerre mondiale, réhabilitée au sein du bloc de l'Est ; elle fait en particulier l'objet d'un « culte » en Allemagne de l'Est - régime dont plusieurs dirigeants, comme Walter Ulbricht et Wilhelm Pieck, sont eux-mêmes issus des rangs spartakistes, mais convertis ensuite au stalinisme. La mémoire de Rosa Luxemburg se trouve donc, durant la guerre froide, honorée par les mêmes responsables communistes qui avaient auparavant interdit ses écrits, et par des régimes politiques dont l'idéologie est opposée à celle de la tendance luxemburgiste.
Les luxemburgistes se retrouvent aujourd'hui, en France, au sein de différents courants communistes et syndicaux. Ils y défendent les principes de la démocratie directe, de la lutte collective pour l'abolition du capitalisme et du salariat, et se réclament notamment de Karl Marx, Rosa Luxemburg, Karl Liebknecht, Clara Zetkin, et parfois de Anton Pannekoek, Herbert Marcuse, ou Guy Debord. Les idées de Rosa Luxemburg demeurent revendiquées par des tendances politiques très diverses et parfois opposées ; l'historien léniniste Gilbert Badia juge pour sa part que le luxemburgisme « appauvrit toujours la pensée de Rosa Luxemburg, et ne rend nullement compte de la personnalité si riche de cette révolutionnaire ».